# Рузаевский уезд
Рузаевский уезд — административно-территориальная единица Пензенской губернии, существовавшая в 1918—1928 годах. Административный центр — село Рузаевка.

## Географическое положение
Уезд располагался в центральной части Пензенской губернии. Площадь уезда составляла в 1926 году — 4 544 км².

## История
Уезд образован в 1918 году из части территорий Инсарского и Саранского уездов. 16 марта 1925 года Саранский, Рузаевский и Инсарский уезды были объединены под названием Рузаевский уезд, 4 мая уезд переименован в Саранский, а 7 сентября Рузаевский уезд вновь выделен в самостоятельную единицу.
В 1928 году Рузаевский уезд был упразднён, на его территории образован Рузаевский район Мордовского округа Средне-Волжской области.

## Население
По итогам всесоюзной переписи населения 1926 года население уезда составило 227 634 человек, из них городское — 11 406 человек.